# Podregion Rovaniemi
Podregion Rovaniemi (fiń. Rovaniemen seutukunta) – podregion w Finlandii, w regionie Laponia.
W skład podregionu wchodzą gminy:
- Ranua,
- Rovaniemi.